# Пьянтедо
Пьянте́до (итал. Piantedo) — коммуна в Италии, в провинции Сондрио области Ломбардия.
Население составляет 1188 человек (2008 г.), плотность населения составляет 198 чел./км². Занимает площадь 6 км². Почтовый индекс — 23010. Телефонный код — 0342.
В коммуне 8 сентября особо празднуется Рождество Пресвятой Богородицы.

## Демография
Динамика населения:

## Администрация коммуны
- Официальный сайт: http://www.cmmorbegno.it/piantedohome.html/